# Phonkillaz
Phonkillaz war ein deutsches Musikprojekt, bestehend aus Alex Breuer und André Schild.
Die beiden Musiker erreichten 2002 mit einer Coverversion des Titels I. O. U., im Original von Freeez die deutschen Singlecharts. Von ihnen stammt auch eine Coverversion des Titels She’s Like the Wind von Patrick Swayze.

## Diskografie
Singles
- 2002: She’s Like the Wind
- 2002: I. O. U.